# Eitensheim
Eitensheim ist eine Gemeinde im oberbayerischen Landkreis Eichstätt und der Sitz der gleichnamigen Verwaltungsgemeinschaft.

## Geografie
Die Gemeinde liegt auf der Hochfläche der Südlichen Frankenalb zwischen Eichstätt und Ingolstadt im Naturpark Altmühltal.
Es gibt nur den Gemeindeteil Eitensheim.

### Nachbarorte und -gemeinden
|                      | Hitzhofen                                   | Lippertshofen |
| Tauberfeld (Buxheim) | Kompassrose, die auf Nachbargemeinden zeigt | Gaimersheim   |
| Buxheim              |                                             |               |

## Ortsnamensdeutung
Die älteste Ortsbezeichnung „Itensheim“ bedeutet wohl „Heim der Itis“, der hehren, ehrwürdigen Frau.

## Geschichte

### Bis zur Gemeindegründung
Im Eitensheimer Baugebiet „Breitenstückl“ wurde 1998 das Grab eines vor 7000 Jahren im Mittelneolithikum gestorbenen Mannes, wohl eines Bauern, freigelegt. Relikte aus der Bandkeramik, die in diesem Gebiet gefunden wurden, sind noch 1000 Jahre älter. Auch aus der Bronze-, Hallstatt- und Latènezeit wurden in der Eitensheimer Flur Funde gemacht. In der Flur „Raitschaft“ befinden sich Hügelgräber, und römische Besiedelung ließ sich bei der Sebastianskapelle und südöstlich von Eitensheim nachweisen. Südlich zum Hessenhof hin stand eine ausgedehnte Villa rustica.
Eitensheim, an der römischen Handelsstraße Manching–Pfünz gelegen, gehörte zur Grundausstattung des im 8. Jahrhundert gegründeten und von dem Adeligen Suidger mit dem Meierhöfen von Eitensheim, Möckenlohe, Buxheim und Adelschlag als Eigenmark ausgestatteten Eichstätter Bistums. 908 als „Itensheim“ in einer Urkunde König Ludwigs IV. für den Eichstätter Bischof Erchanbald erstmals erwähnt, war der Ort jahrhundertelang eng mit dem Eichstätter Domkapitel verbunden: 1179 wurden dem Domkapitel durch Papst Alexander III. und erneut 1186 durch Papst Urban III. zwei Drittel des Neubruchzehents in „Itensheim“ bestätigt. 1122 ist mit „Hezel et Regenhere de Itenesheim“ ein Ortsadeliger als eichstättischer Ministeriale genannt. Auf dem „Mayrhoff“ saßen siegelfähige, also niederadelige Personen, von denen aus dem 14./15. Jahrhundert einige namentlich bekannt sind. 1305 wurde der Ort in der Auseinandersetzung um das Hirschberger Erbe dem Hochstift Eichstätt zugesprochen. 1433 gehörten 28 ganze und 18 halbe Hufen sowie 2 wohl durch Rodung entstandene „Feuerhöfe“ dem Domkapitel. 1460 wurde Eitensheim durch Ludwig den Reichen in seinem Krieg gegen den Markgrafen von Ansbach und dem Bischof von Eichstätt geplündert. Der Ort war ambulatorischer Gerichtssitz des Amtes der Eichstätter Landvogtei mit eigener Ehehaftsordnung ab dem 14. Jahrhundert.
Am Ende des Alten Reiches bestand der Ort aus 101 zumeist bäuerlichen Anwesen. Nach Einführung der Stallfütterung im 18. Jahrhundert war der Viehbestand im Fürstentum Eichstätt stark angestiegen; in den 1790er Jahren gab es allein in Eitensheim 350 bis 400 Stück Hornvieh. An das Hofkastenamt Eichstätt zinsten bis 1801 21 Höfe, 2 Halbhöfe, 16 Köblergüter und 31 Seldengüter; außerdem gehörten dem Hofkastenamt 20 Leerhäuser. Dem Domkapitel Eichstätt hatten 1 Hof und 4 Seldengüter Abgaben zu leisten; 1 Haus stand leer. Dem Eichstätter Heilig-Geist-Spital unterstanden 2 Höfe. Außerdem gab es in Eitensheim die Kirche, den Pfarrhof, das Frühmeßhaus, das Schulhaus, das Amtsknechtshaus, die Gemeinschmiede, das Badhaus und das Hirtenhaus.
Mit dem Hochstift Eichstätt kam Eitensheim 1802 an den Großherzog Ferdinand von Toskana. Im neuen Königreich Bayern (1806) wohnten im Pfarrdorf Eitensheim, das 1808/10 einen eigenen Steuerdistrikt bildete und dem Landgericht Eichstätt zugeordnet war, 546 Personen. Seit 1817 im Landgericht und Rentamt Ingolstadt, wurde 1818 aus dem Steuerdistrikt eine selbständige Ruralgemeinde, die 124 Familien zählte.

### 19. und 20. Jahrhundert
Seit 1889 hat Eitensheim, an der Bahnstrecke Ingolstadt-Treuchtlingen gelegen, eine Bahnhaltestelle.
Bereits 1913 und 1923/24 wurde eine 1297 Hektar umfassende Flurbereinigung durchgeführt – die erste in Oberbayern; an sie erinnert ein wohl 1924 errichtetes steinernes Denkmal mit einer Knabenfigur mit Getreidegarben. 1954 wurde eine zentrale Wasserversorgung installiert; 1971 erfolgte die Kanalisation des Ortes. 1969 wurde eine neue Schule mit Turnhalle errichtet, die ab 1973 als Grund- und Teilhauptschule I geführt wurde.

### Kreiszugehörigkeit
Eitensheim gehörte bis zur Gebietsreform im Jahr 1972 zum Landkreis Ingolstadt. Damals wurde der Landkreis Ingolstadt aufgelöst und die Gemeinden wurden auf die Landkreise Eichstätt oder Pfaffenhofen an der Ilm verteilt oder zum Stadtteil von Ingolstadt erklärt. Somit gehört Eitensheim seit 1972 zum Landkreis Eichstätt.

### Einwohnerentwicklung
Zwischen 1988 und 2018 wuchs die Gemeinde von 1822 auf 3028 um 1206 Einwohner bzw. um 66,2 % – der höchste prozentuale Zuwachs im Landkreis im genannten Zeitraum.

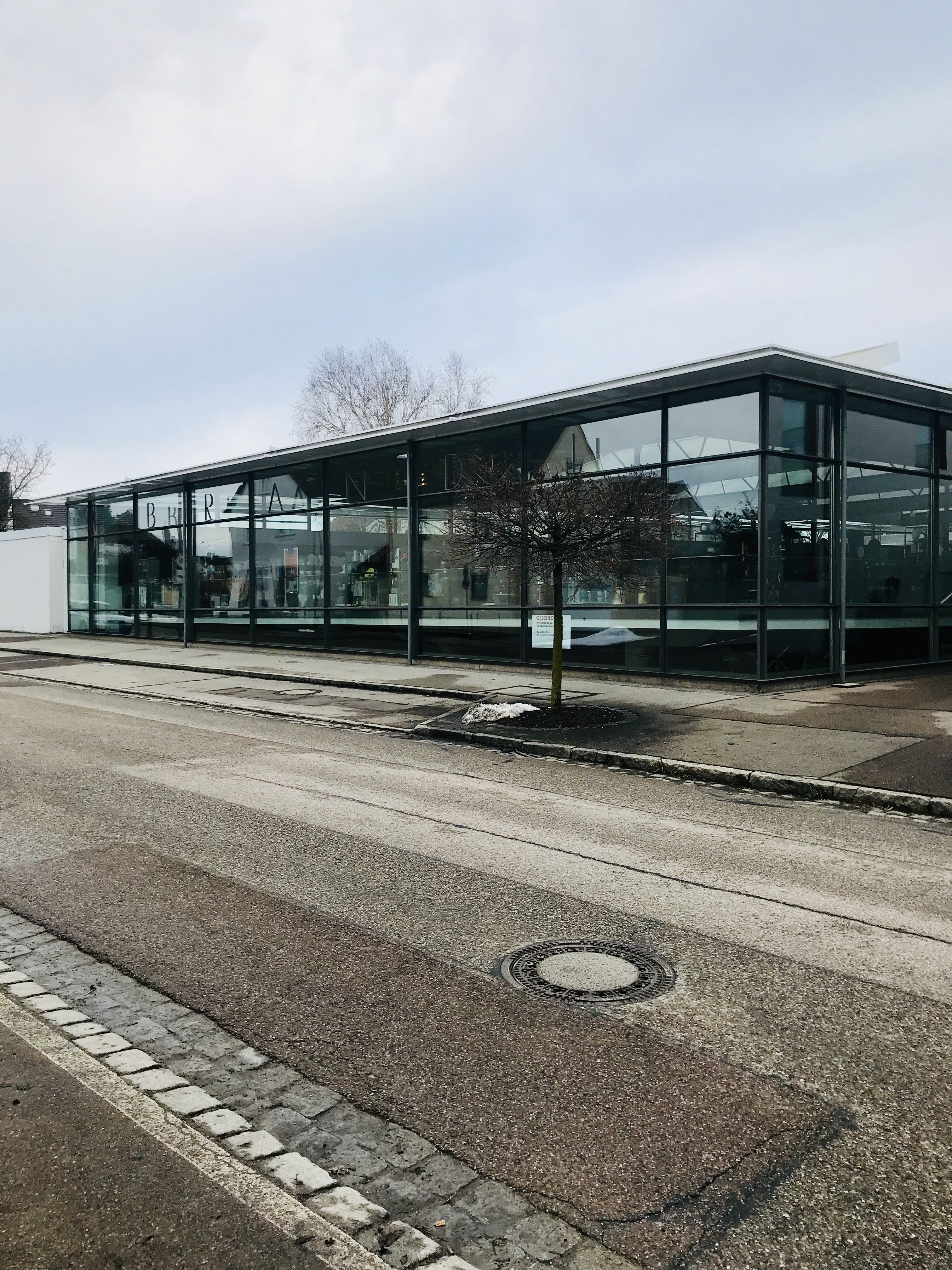
Verkaufsgebäude Brandl Metallbau, Architekten Homeier & Richter

| Jahr | Einwohner |
| ---- | --------- |
| 1671 | 445       |
| 1706 | 600       |
| 1741 | 596       |
| 1796 | 529       |
| 1835 | 639       |
| 1848 | 689       |

| Jahr | Einwohner |
| ---- | --------- |
| 1855 | 832       |
| 1861 | 723       |
| 1867 | 680       |
| 1882 | 826       |
| 1889 | 834       |
| 1897 | 795       |

| Jahr | Einwohner |
| ---- | --------- |
| 1900 | 850       |
| 1902 | 873       |
| 1912 | 858       |
| 1925 | 924       |
| 1937 | 950       |
| 1939 | 1004      |

| Jahr | Einwohner |
| ---- | --------- |
| 1950 | 1530      |
| 1962 | 1430      |
| 1973 | 1616      |
| 1983 | 1721      |
| 1990 | 1801      |
| 1999 | 2359      |

| Jahr | Einwohner |
| ---- | --------- |
| 2002 | 2455      |
| 2004 | 2502      |
| 2006 | 2674      |
| 2008 | 2748      |
| 2010 | 2757      |
| 2015 | 2966      |

| Jahr | Einwohner |
| ---- | --------- |
| 2017 | 3111      |
| 2019 | 3125      |
|      |           |
|      |           |
|      |           |
|      |           |

* 2004: 30. Juni, sonst 31. Dezember

## Politik

### Gemeinderat
Der Gemeinderat hat 16 Mitglieder. Bei der Kommunalwahl am 15. März 2020 ergab sich bei einer Wahlbeteiligung von 67,46 % folgende Besetzung:
| Partei              | Anzahl Sitze |
| ------------------- | ------------ |
| CSU                 | 8            |
| SPD                 | 4            |
| Freie Wähler Bayern | 4            |

### Bürgermeister
Die Bürgermeister seit 1876:
| Amtszeit  | Name                   |
| --------- | ---------------------- |
| 1876–1895 | Willibald Dier         |
| 1895–1905 | Sebastian Trini        |
| 1905–1924 | Anton Wagner           |
| 1924–1933 | Josef Knörr            |
| 1933–1946 | Andreas Bauer          |
| 1946–1948 | Ludwig Bernecker       |
| 1948–1966 | Andreas Meyer          |
| 1966–1978 | Franz Bernecker        |
| 1978–1990 | Günter Lachnit         |
| 1990–2002 | Josef Funk (SPD)       |
| 2002–2020 | Michael Stampfer (CSU) |
| seit 2020 | Manfred Diepold (CSU)  |

### Wappen
| | Blasonierung: „Unter silbernem Schildhaupt, darin ein blaues Andreaskreuz, in Rot ein schreitender goldener Löwe.“ |
| Wappenbegründung: Der Löwe ist aus dem Wappen des Eichstätter Domkapitels übernommen. Das Andreaskreuz im Schildhaupt erinnert an den Kirchenpatron Sankt Andreas. Die Gemeinde nahm das Wappen mit Beschluss des Gemeinderates vom 8. Februar 1983 an (Entwurf: Theodor Goerge). Die Regierung von Oberbayern stimmte der Annahme des Wappens am 10. Juni 1983 zu. | |

## Kultur und Sehenswürdigkeiten

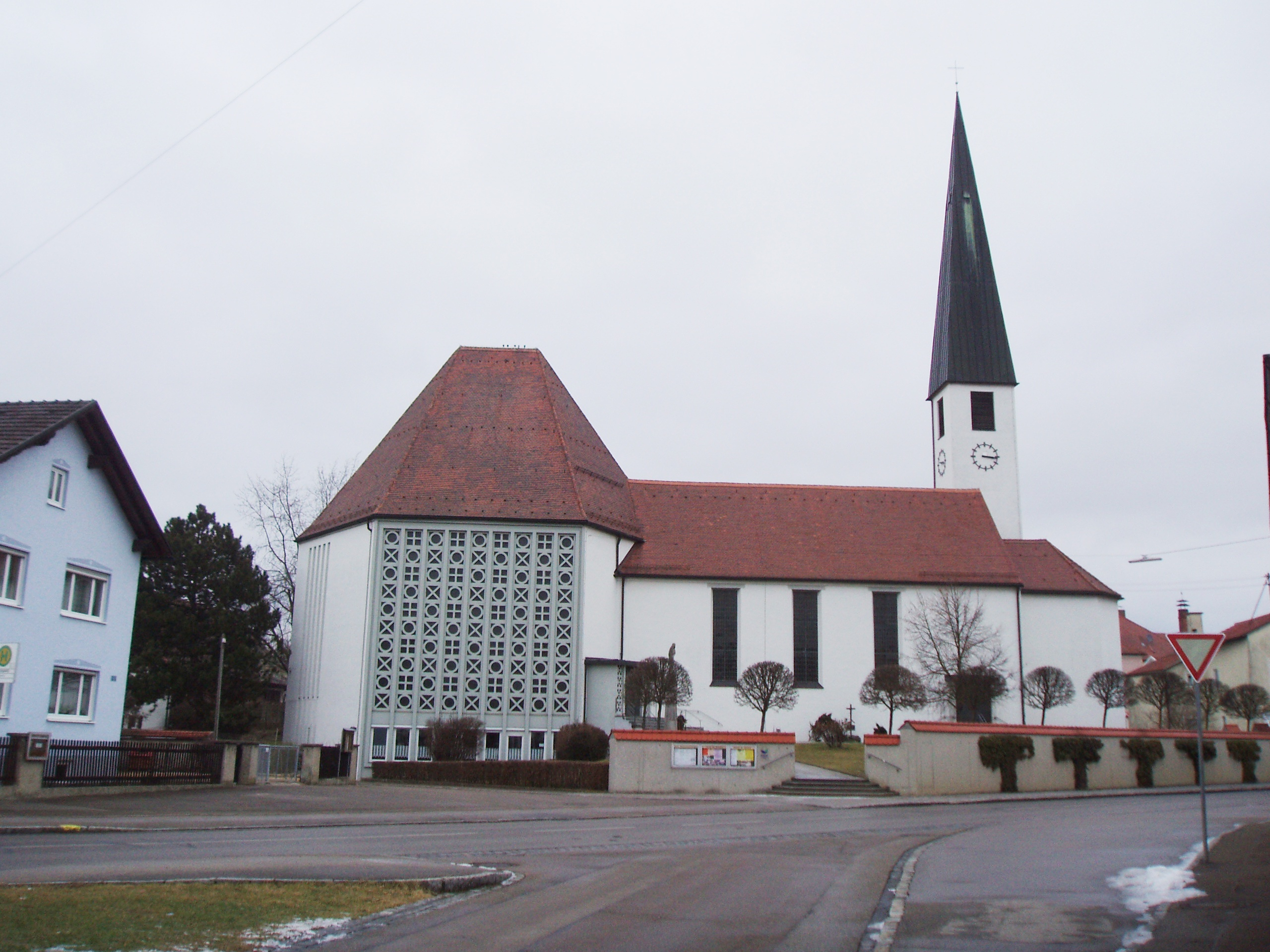
Pfarrkirche St. Andreas

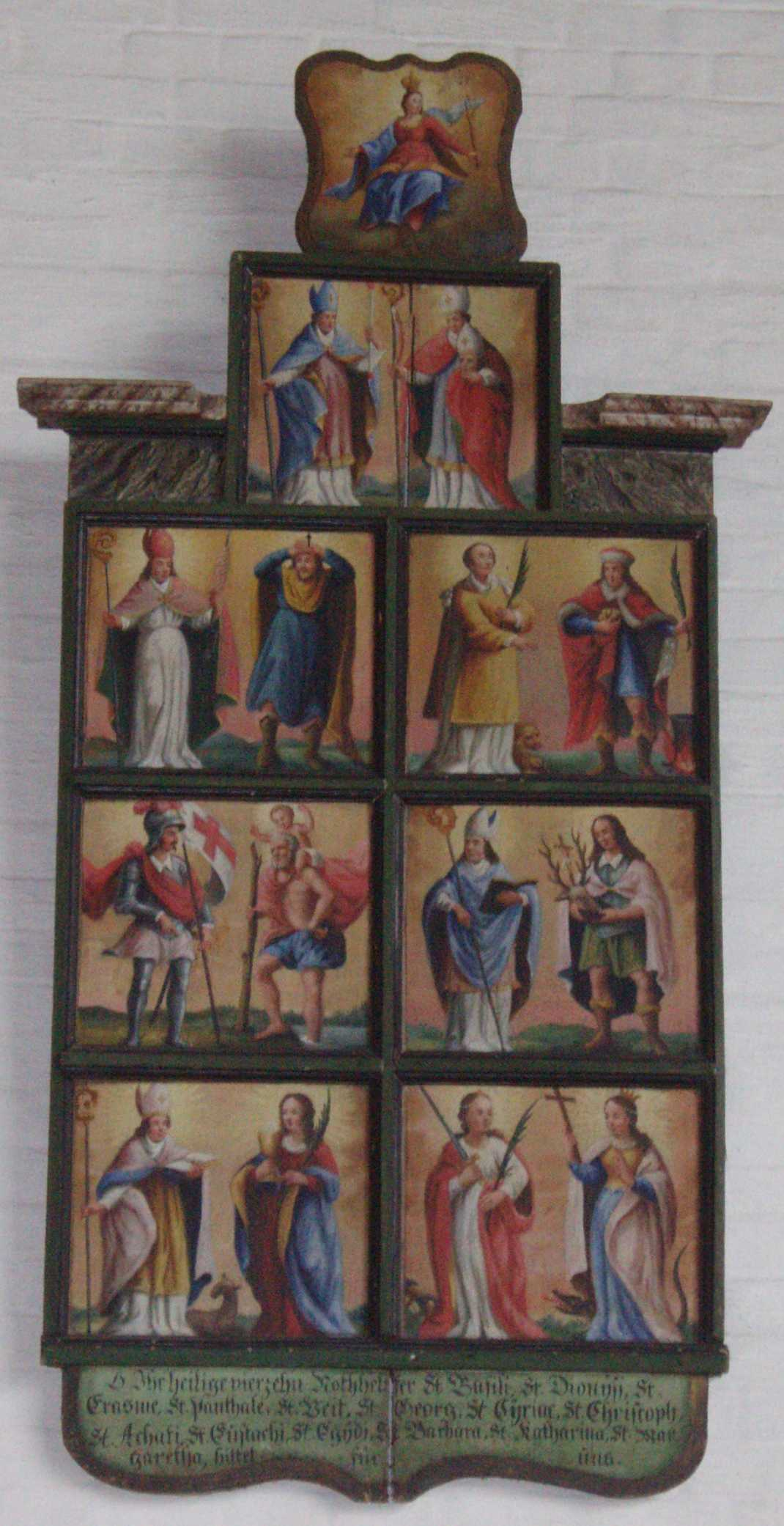
Barockbild der „Vierzehn Nothelfer“ in St. Andreas

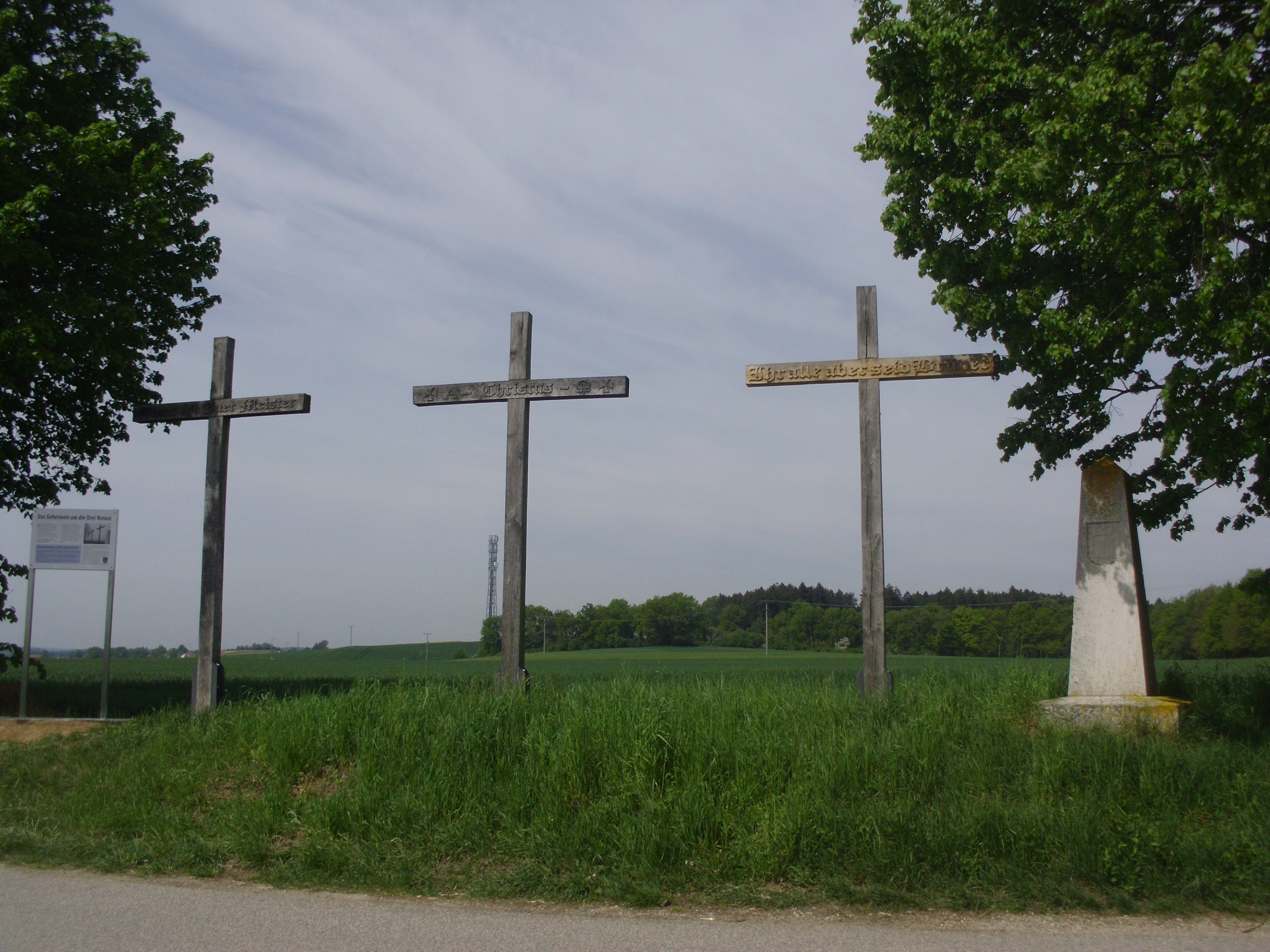
Flurdenkmal „Drei Kreuze“ an der Flurgrenze Eitensheim-Tauberfeld

### Kirchen
- Katholische Pfarrkirche St. Andreas: Zwischen 1182 und 1196 wurde in „Itensheim“ durch den Eichstätter Bischof Otto in Eitensheim eine Kirche geweiht. 1499 wurde wohl eine größere bauliche Veränderung vorgenommen, da eine Ablasserteilung erfolgte. 1742 stuckierte Franz Xaver Horneis die Decke. Diese Kirche wurde 1859 abgebrochen und 1859/60 durch einen neugotischen Bau ersetzt, der 1867 geweiht wurde. Durch eine Erweiterung im Westen und einer völligen Neugestaltung des Langhauses entstand in den Jahren von 1959 und 1961 der heutige Sakralbau nach Plänen des Ingolstädter Architekten Ludwig Geith. Er weist ältere Ausstattungsstücke auf. Der nach einem Scheunenbrand im benachbarten Meierhof am 8. Dezember 1959 in Mitleidenschaft gezogene Kirchturm wurde neu errichtet und wird wegen seiner schlanken Ausführung mit einem spitzen Helm auch „Bleistift Gottes“ genannt.[24]
- Katholische St. Salvator-Kapelle: Die 1589/90 wieder aufgebaute heutige Friedhofskapelle ist ein Steildachbau mit 1708 aufgesetztem Zwiebelturmdachreiter. Die frühere Wallfahrtskapelle birgt ein Mirakelgemälde, das auf eine Wallfahrt in Zusammenhang mit einem Hostienfrevel verweist.[25] Die ursprüngliche Decken- und Wandbemalung ist übertüncht.[26]
- Katholische St. Sebastianskapelle: Die Feldkapelle östlich von Eitensheim und südlich der Straße nach Gaimersheim ist ein Steildachbau mit Zwielturmdachreiter, die 1713 erbaut wurde. Sie birgt eine Holzplastik der Marienkrönung aus der 2. Hälfte des 16. Jahrhunderts.[27] Durch ein schweres Unwetter am 7. Juli 2015 wurde die Kapelle durch einen umgestürzten Weidenbaum schwer beschädigt und musste saniert werden.
- Feldkapelle St. Magdalena, 1865 errichtet.[28]
- Bei dem 1602 erwähnten und 1722 in einem Plan verzeichneten und in der Nähe der Bundesstraße 13 stehenden, sagenumwobenen Flurdenkmal Drei Kreuze sind noch Spuren einer Pankratius-Wallfahrtskapelle vorhanden.[29] Dort befindet sich auch der obeliskartige Grenzstein Nr. 184 von 1818 zwischen Bayern und dem Fürstentum Eichstätt (und bis 1972 zwischen den Landkreisen Eichstätt und Ingolstadt).

### Museen
- Heimatmuseum Eitensheim

### Musik
- Männergesangsverein
- Kirchenchor

### Sport
- SV Eitensheim (7 Abteilungen: Fußball, Tennis, Tischtennis, Volleyball, Gymnastik, Ju-Jutsu, Kegeln)
- Schützomania Eitensheim (Faschingsgarde)
- Schützenverein „Orient“ Eitensheim

### Regelmäßige Veranstaltungen
- März: Starkbierfest
- Juli: Johannisfeuer (Pfarrjugend Eitensheim), Dorffest (Junge Union Eitensheim)
- August: Delacherfest
- November: Hoagarten, Weihnachtsmarkt
- Dezember: Adventssingen

## Verkehr
- B 13
  - drei Ausfahrten:
    - Eitensheim-Nord
    - Eitensheim-Mitte
    - Eitensheim-Süd
- BAB 9 (von Ausfahrt Nr. 60 Lenting erreichbar)
- Bahnstrecke München–Treuchtlingen mit dem Haltepunkt Eitensheim

## Persönlichkeiten
- Karl Obermeier (* 1949), Fußballspieler
- Reinhard Brandl (* 1977), Bundestagsabgeordneter[30]